# Eragrostis planiculmis
Eragrostis planiculmis är en gräsart som beskrevs av Christian Gottfried Daniel Nees von Esenbeck. Eragrostis planiculmis ingår i släktet kärleksgrässläktet, och familjen gräs. Inga underarter finns listade i Catalogue of Life.